# Велика медична енциклопедія
Велика медична енциклопедія (рос. Большая медицинская энциклопедия) — радянське оригінальне науково-довідкове видання для лікарів та медичних працівників, а також для усіх, хто цікавиться чи займаються практичною, науковою та педагогічною діяльністю. Було випущене видавництвом «Радянська енциклопедія». Загалом, у різні роки, було видано три видання.